# Stichting Vrienden van de Gelderse Molen
De Stichting Vrienden van de Gelderse Molen werd in 1964 opgericht met als doelstelling het behoud van wind-, ros- en waterradmolens in de provincie Gelderland. 
De stichting verwierf in 1974 de eigendom van molen De Kroon in de Arnhemse wijk Klarendal, waarna de restauratie van deze molen in 1976 kon worden voltooid. Inmiddels is de eigendom in 2011 overgegaan in handen van de Stichting Volkshuisvesting Arnhem. Vanaf 1 januari 2013 is het molenbeheer overgegaan naar de nieuwe Stichting Vrienden van de Klarendalse Molen. 
Ook de Concordia in Ede was eigendom van de stichting gedurende de restauratie (2006-2008).
Het tijdschrift "De Gelderse Molen" wordt viermaal per jaar door de stichting uitgegeven.